# Сутурлија
Сутурлија је ријека у која извире у селу Перван недалеко од Бањалуке. Улијева се у Врбас у бањалучком насељу Српске топлице. Дужина тока јој је око 17 km, а површина слива око 70 km².